# نیلی‌مگس‌گیر زیردم‌حنایی

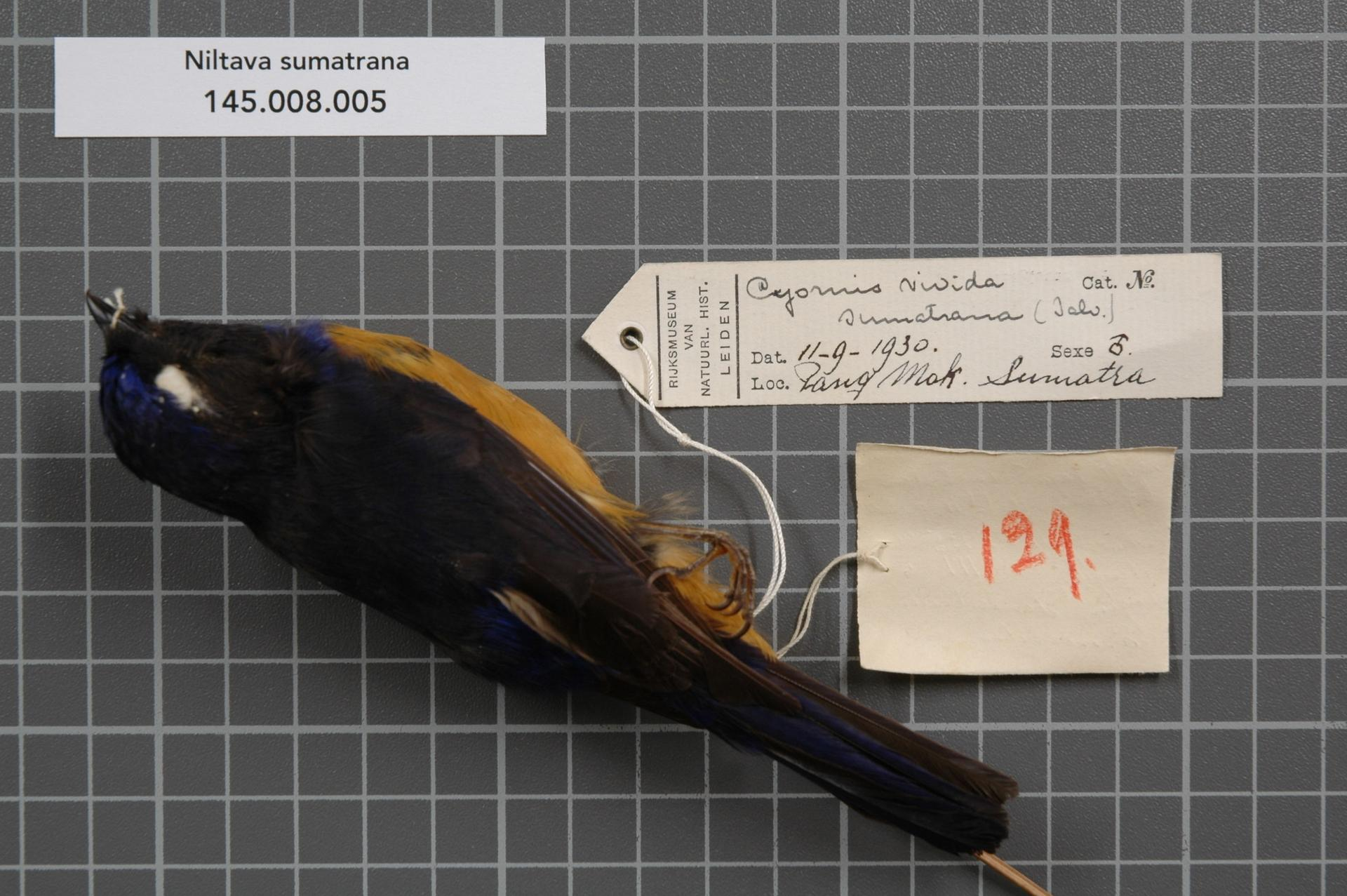
مگس‌گیر نیلی زیردم‌حنایی

نیلی‌مگس‌گیر زیردم‌حنایی (نام علمی: Niltava sumatrana) نام یک گونه از سرده نیلی‌مگس‌گیرها است.